# Porthleven
Porthleven est une ville et une paroisse civile des Cornouailles, au Royaume-Uni. Il s'agit du port le plus méridional de Grande-Bretagne.

## Histoire
À l'origine, Porthleven est un petit village de pêcheurs de Mount's Bay, en Cornouailles, établi dans une anse formée par l'embouchure du petit fleuve côtier Leven au XIVe siècle. Le nom Porthleven dériverait des mots corniques Porth, signifiant port, et Elvan, du nom de saint Elvan, évangélisateur des Cornouailles, ou encore Leven, signifiant terrain plat.
La région de Mount's Bay, balayée par la houle et les vents dominants venus de l'océan Atlantique, est connue pour ses nombreux naufrages. En effet, à l'époque de la marine à voile, les navires pouvaient facilement être rabattus sur la côte et ses récifs avant d'avoir pu franchir le cap Lizard. En 1807, le naufrage de la frégate HMS Anson (1781) sur le banc de sable du Loe Bar, à deux km de Porthleven, fait entre 60 et 190 victimes. En conséquence, une loi du Parlement britannique de 1811 décide de la construction d'un port de refuge à Porthleven. La petite anse est fermée par une digue et un quai en granite dont la construction est achevée en 1825. Un port intérieur est construit en 1858. Ce port abritait alors une large flotte de pêcheurs et des chantiers navals, portant la population à plus de 1 000 habitants. La localité acquiert le statut de paroisse en 1846. Une station de sauvetage de la Royal National Lifeboat Institution a été active de 1863 à 1929, quand les canots de sauvetage des stations de Lizard et de Penlee ont été équipés de moteurs suffisamment puissants pour couvrir toute la baie.
Porthleven est aujourd'hui un spot de surf reconnu en Angleterre.

## Personnalités liées à la ville
- Chris Craft (1939-2021),ancien pilote de course automobile anglais ayant participé à différentes disciplines au cours de sa carrière, y est né.

## Jumelage
- Guissény (France) depuis 1992[4]